# Eugen Krajčovič
Eugen Krajčovič (12. listopadu 1959 – červenec 2015) byl slovenský hokejista, útočník.

## Hokejová kariéra
V československé lize hrál za Slovan Bratislava CHZJD. V roce 1979 získal mistrovský titul. V roce 1978 reprezentoval Československo na mistrovství světa juniorů do 20 let.

## Klubové statistiky
| Sezona    | Klub                    | Soutěž  | Základní část | Základní část | Základní část | Základní část | Základní část |
| Sezona    | Klub                    | Soutěž  | Z             | G             | A             | B             | TM            |
| --------- | ----------------------- | ------- | ------------- | ------------- | ------------- | ------------- | ------------- |
| 1977/1978 | Slovan Bratislava CHZJD | 1. liga | 39            | 6             | 2             | 8             | 6             |
| 1978/1979 | Slovan Bratislava CHZJD | 1. liga | -             | -             | -             | -             | -             |
| 1979/1980 | Slovan Bratislava CHZJD | 1. liga | 4             | 0             | 0             | 0             | 0             |